# Paralimna cilifera
Paralimna cilifera är en tvåvingeart som beskrevs av Friedrich Georg Hendel 1930. Paralimna cilifera ingår i släktet Paralimna och familjen vattenflugor. Inga underarter finns listade i Catalogue of Life.